# Tổng công ty Thép Hoa Kỳ
Tổng công ty Thép Hoa Kỳ (U.S. Steel) là một công ty sản xuất thép cung cấp tại các thị trường Hoa Kỳ, Canada và Trung Âu. Công ty là đơn vị sản xuất thép lớn thứ 13 trên thế giới trong năm 2010. Nó được đổi tên thành Tổng công ty USX vào năm 1986 và đổi trở lại là Tổng công ty Thép Hoa Kỳ vào năm 2001, khi các cổ đông của USX tách công ty dầu khí Marathon và kinh doanh thép của US Steel ra. Năm 2001, nó vẫn là nhà sản xuất thép liên hợp thuộc sở hữu trong nước lớn nhất tại Hoa Kỳ, mặc dù hiện nay đơn vị chỉ sản xuất nhiều hơn một chút so với năm 1902, sau khi thu hẹp đáng kể trong những năm 1980.
US Steel từng là một thành phần của Chỉ số Công nghiệp Dow Jones, niêm yết từ 1 tháng 4 năm 1901 đến tháng 3 năm 1991. Sau đó, nó đã bị gỡ bỏ dưới tên Công ty USX bằng hai công ty Navistar International và Primerica.